# تاکتیک جناحی

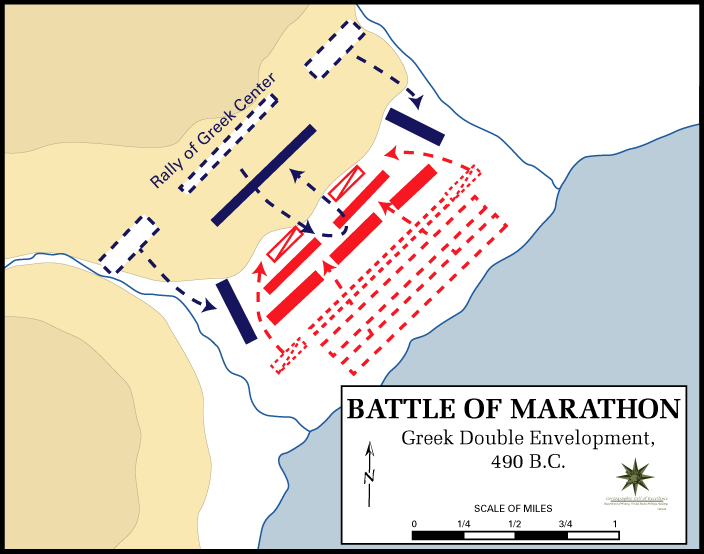
اجرای آرایش «تاکتیک جناحی» در نبرد ماراتون

تاکتیک جناحی (انگلیسی: Flanking maneuver) یا تاکتیک تهیگاهی و همچنین تاکتیک پهلوگیری، شیوه‌ای از تاکتیک نظامی به ویژه در جنگ‌های گذشته بود. این راهکنش که شامل «حرکت رسته‌ای از نیروی مسلح در اطراف یا جناح یک رسته از نیروی حریف» می‌گردید، می‌توانست متضمن دستیابی به موقعیتی سودمند باشد. در جنگ‌های گذشته استفاده از چنین شیوه‌ای به این دلیل مفید بود که قدرت جنگی یک ارتش، معمولاً در خط مقدم آن متمرکز می‌گردید و دور زدن «به قصد تمرکز بر حمله به منطقه‌ای که کمترین توانایی در آن وجود داشت» می‌توانست تعیین‌کنندهٔ سرنوشت نبرد باشد.